# Estadio Municipal de Alto Hospicio
El estadio municipal de Alto Hospicio es el principal recinto deportivo de la comuna homónima y uno de los principales de la región de Tarapacá. Cuenta con capacidad para 4000 espectadores y posee cancha de césped sintético, además de iluminación para realización de partidos nocturnos.
El año 2016 acogió partidos de Deportes Iquique válidos por la Primera División de Chile.

## Inauguración
El recinto fue inaugurado oficialmente el 11 de febrero de 2010, cuando estrenó su primera cancha de césped sintético y la iluminación artificial. Anteriormente el estadio contaba con un campo de juego de tierra, el cual acogió entre los años 2006 y 2008 al club Municipal Alto Hospicio en el torneo de Tercera División de Chile. El Estadio fue bautizado como Julio Martínez Pradanos en honor al destacado periodista y comentarista chileno de radio y televisión nacional fallecido en 2008. Anteriormente este espacio deportivo era conocido como estadio Juan Pablo II, por el Liceo de aquel nombre ubicado a un costado del recinto.

## Fútbol profesional
El año 2016 el municipio hospiciano anunció que el estadio acogería los partidos de Deportes Iquique debido al inicio de las obras de remodelación del Estadio Tierra de Campeones. Para acoger al equipo dragón en partidos válidos por la máxima categoría del fútbol chileno se invirtieron más de 300 millones de pesos en acondicionar el recinto. Las obras incluyeron instalaciones para prensa y televisión, sectorización de graderías, desplazamiento de rejas e instalación de butacas. El primer partido que acogió el estadio hospiciano fue el 23 de abril de 2016 en que Deportes Iquique recibió a Unión Española con triunfo 2-3 para el cuadro hispano.
Por otra parte, a partir de este momento el estadio pasó a denominarse simplemente como "Estadio Municipal de Alto Hospicio" para evitar confusiones de nombre con el Estadio Nacional Julio Martínez Pradanos.

## Uso actual
Actualmente el estadio acoge los partidos de local de Municipal Alto Hospicio en el Torneo Afunor, torneo para equipos aspirantes a la Tercera División B provenientes de las 3 regiones del Norte Grande de Chile. Además acoge variados encuentros de clubes amateur de la comuna de Alto Hospicio, fútbol femenino, encuentros del Club Titanes de Alto Hospicio de fútbol americano y competencias de bandas de guerra escolares.